# Chance Warmack
Chance Warmack (Atlanta, 14 settembre 1991) è un giocatore di football americano statunitense che gioca nel ruolo di offensive guard per i Seattle Seahawks ella National Football League (NFL). Fu scelto nel corso del primo giro (10º assoluto) del Draft NFL 2013 dai Tennessee Titans. Al college giocò a football all'Università dell'Alabama vincendo tre campionati NCAA.

## Carriera

### Tennessee Titans
Warmack era considerato la migliore guardia selezionabile nel Draft NFL 2013. Il 25 aprile fu scelto come decimo assoluto dai Tennessee Titans. Il 29 luglio firmò un contratto quadriennale (inclusa un'opzione per un quinto anno) del valore di 12,166 milioni di dollari (9,388 milioni di dollari garantiti), inclusi 7,228 milioni di bonus alla firma. Debuttò come professionista nella settimana 1 partendo come titolare nella vittoria sui Pittsburgh Steelers. La sua stagione da rookie si concluse disputando tutte le 16 gare della stagione regolare come titolare.

### Philadelphia Eagles
Il 9 marzo 2017, Warmack firmò un contratto annuale del valore di 1,51 milioni di dollari con i Philadelphia Eagles. Con essi vinse il Super Bowl LII. Nella finalissima disputò 4 snap come guardia e 2 negli special team.

### Seattle Seahawks
Il 22 marzo 2020 Warmack firmò un contratto di un anno con i Seattle Seahawks ma nella stagione 2020 decise di non scendere in campo a causa della pandemia di COVID-19.

## Palmarès

### Franchigia
- Super Bowl : 1

Philadelphia Eagles: LII
- National Football Conference Championship: 1

Philadelphia Eagles: 2017